# Tiêu Bân
Tiêu Bân (chữ Hán: 萧斌, ? – 453), người Nam Lan Lăng, là tướng lĩnh nhà Lưu Tống trong lịch sử Trung Quốc.

## Cuộc đời

### Phụng sự Văn đế
Cha ông là Tiêu Mô Chi, làm Đan Dương doãn, truy tặng Chinh lỗ tướng quân.
Tiêu Bân được Lưu Tống Văn đế cất nhắc. Bành Thành vương Lưu Nghĩa Khang trấn Dự Chương, dùng làm Đại tướng quân tư nghị tham quân, Dự Chương thái thú, trải qua các chức vụ Nam Man hiệu úy, Thị trung, Phụ quốc tướng quân, Thanh, Ký 2 châu thứ sử.
Năm Nguyên Gia thứ 27 (450), Tiêu Bân thống lĩnh các cánh quân của bọn Vương Huyền Mô đi đánh Bắc Ngụy. Huyền Mô không hạ nổi Hoạt Đài, Bân đành lui quân về Lịch Hạ.
Năm thứ 28 (451), Tư Mã Thuận Tắc tự xưng tông thất nhà Tấn, đặt hiệu Tề vương, tụ binh chiếm thành Lương Trâu. Lại có sa môn Tư Mã Bách Niên, đặt hiệu An Định vương và bọn Tần Khải Chi, Tổ Nguyên Minh nổi lên hưởng ứng Thuận Tắc. Bân chỉ huy việc trấn áp, chém được Thuận Tắc, Bách Niên.
Bân vì thua chạy Hoạt Đài, miễn quan. Một thời gian sau, được phục chức làm Nam Bình vương Lưu Thước hữu quân trường sử.

### Phụng sự Nguyên Hung
Đêm 21/2 năm thứ 30 (453), thái tử Lưu Thiệu gọi Tiêu Bân và bọn Tả vệ soái Viên Thục, Trung xá nhân Ân Trọng Tố, Tả tích nỗ tướng quân Vương Chính Kiến vào cung, cùng nhau tiến hành binh biến. Sáng hôm sau, Bân ngồi xe với Thiệu, xông vào cung giết chết Văn đế, bọn đại thần Từ Trạm Chi, Giang Trạm và mấy chục người thân tín của Văn đế.
Lưu Thiệu lên ngôi (thụy là Nguyên Hung), muốn đổi niên hiệu, sai Tiêu Bân làm chiếu, ông từ chối: "Phép cũ phải sang năm mới đổi!" Thiệu theo lời Vương Tăng Xước, đổi thành Thái Sơ năm đầu. Dùng Bân làm Tán kị thường thị, thượng thư bộc xạ, lĩnh quân tướng quân.
Vũ Lăng vương Tuấn khởi binh, Thiệu lấy Bân làm Tổng chúng sự, trong ngoài giới nghiêm. Thủy Hưng vương Tuấn và Bân khuyên Thiệu đưa thủy quân từ thượng du xuống tấn công nghĩa quân, nếu không xong, thì cố thủ Lương Sơn. Giang Hạ vương Nghĩa Cung sợ thuyền, phảng của nghĩa quân nhỏ bé, không địch nổi đài quân, nên chê bai Vũ Lăng là trẻ con, nghĩa quân vừa ô hợp vừa mệt mỏi, khuyên Thiệu cố thủ đài thành, chẳng phải vất vả đến Lương Sơn làm gì, Thiệu thích kế ấy. Bân rơi nước mắt mà can ngăn, Thiệu không nghe.
Đại thần, tướng lĩnh của Thiệu nối nhau đầu hàng nghĩa quân, lòng người tan rã. Ngày 21/4, bọn Liễu Nguyên Cảnh đến Tân Đình. Ngày 22, Thiệu sai Bân thống lĩnh bộ quân, Trử Trạm Chi thống lĩnh thủy quân, tấn công Tân Đình, bị nghĩa quân đánh bại. Thiệu dốc toàn quân tấn công, lại bị đánh bại. Ông bị trúng tên vào cánh tay, Thiệu hoảng sợ chạy về đài thành.
Ngày 3/5, nghe tin cầu Đại Hàng thất thủ, Tiêu Bân bàng hoàng sợ hãi, sai bộ hạ cởi giáp, cầm cờ trắng từ Thạch Đầu đến gặp Hiếu Vũ đế (Vũ Lăng vương đã lên ngôi) xin hàng. Nhưng không được dung, lập tức bị chém đầu ở cửa quân.